# Murstetten

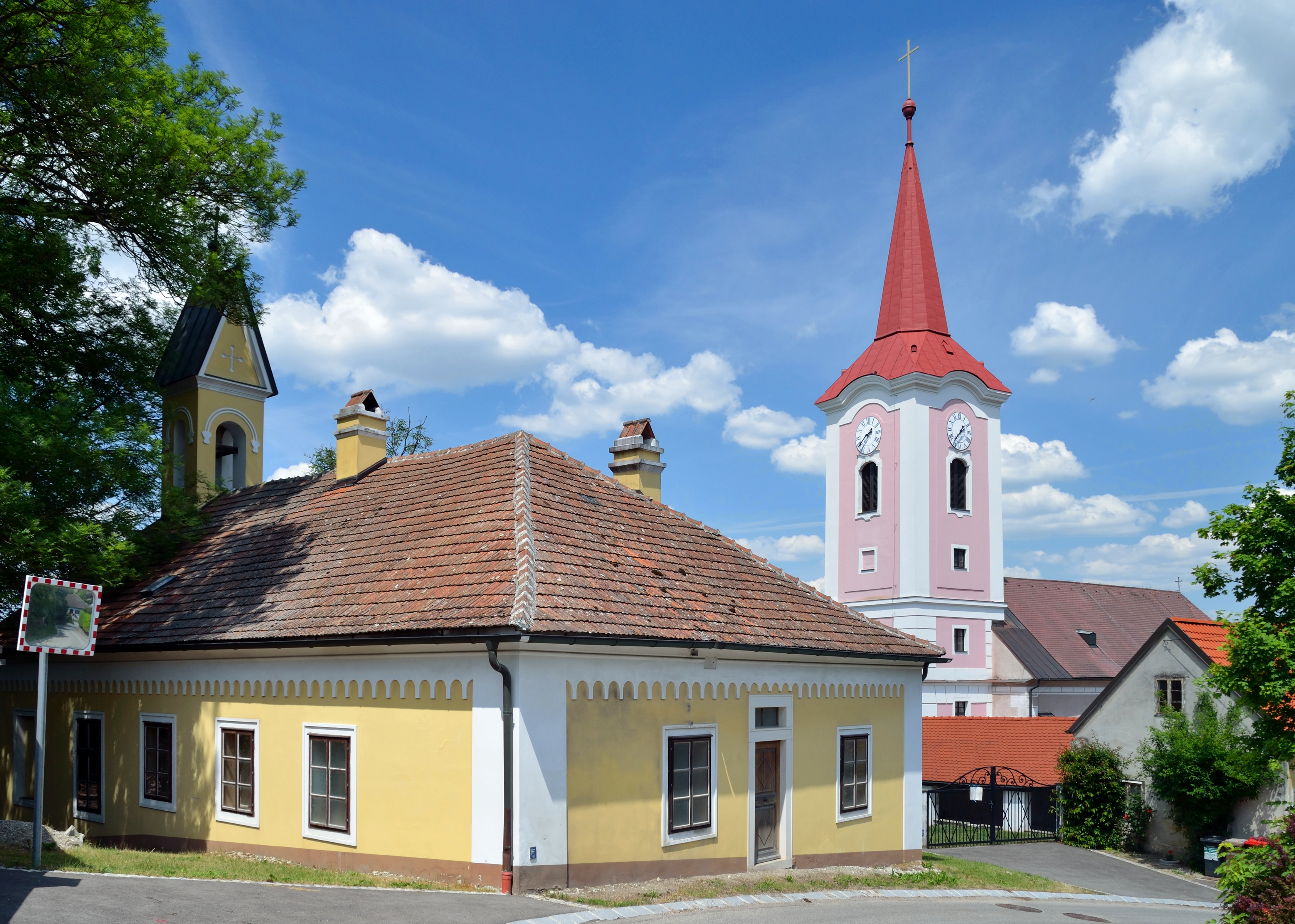
Budovy v ulici Althenstraße v katastrálním území Murstetten, Rakousko

Murstetten je jedno z katastrálních území obce Weißenkirchen an der Perschling v okrese St. Pölten v rakouské spolkové zemi Dolní Rakousy.

## Geografie
Murstetten leží severozápadně od města Neulengbach v nadmořské výšce 278 m na úpatí „Frauenbergu“ (378 m), u severního okraje Haspelwaldu.

## Historie
V centru Murstetten se nachází rozpadající se ohradní zeď bývalé zahrady Goldburgu, kdysi skvostného zámku v Dolních Rakousích, který byl zničený v roce 1809 vojsky Napoleona I. (1769-1821). Dne 17. května 1884 podlehlo ničivému požáru 14 domů, kostel, škola a fara. Poté byl založen sbor dobrovolných hasičů.
V obci dodnes žijí potomci rodu Althannů původní držitelé zámku Vranov nad Dyjí na statku, který rod vlastní přes více než 400 let.